# Arenal (Bolívar)
Arenal  es un municipio colombiano, situado al sur del departamento de Bolívar. Arenal nace cerca de 1.540 de los Negros cimarrones apostados en el Palenque de Norosí,los cuales fueron traídos del África y desembarcados en Cartagena, 585 negros esclavos de los cuales más de un centenar fueron traídos hasta la región de lo que hoy se conoce como Arenal, 
formando así uno de los palenque más grandes de esta región, quienes más adelante fueron atacados por el Capitán Nieto cerca de 1628.(fuente. Historiador David Rodríguez Vásquez).Sus coordenadas son 8°28′22.66″ N 73°51′43.89″ O.
Su extensión territorial es de 534 km². Su altura es de 65 m s. n. m. y su temperatura es de 30 °C.
Su territorio se extiende desde la Serranía de San Lucas, en el sur, hasta la zona pantanosa del Cerro de Gómez en la Vereda Sereno en el norte.

## División Político-Administrativa
Aparte, de su Cabecera municipal. Arenal tiene bajo su jurisdicción los siguientes Centros poblados:
- Buenavista: fundado por habitantes de Morales después del voraz incendio en 1880 los cuales emigraron a esa región
- Carnizala.
- San Rafael: Antiguo lugar donde estaba la Hacienda Santa Rosa del Arenal.
- Santo Domingo.
- San Agustín.

### Veredas
Además, de las siguientes veredas:
Los Peñones, Tequendama, Paraíso, Caña Braval, Muela, Bonita, Soya, Zabaleta, Barahonda, La Dorada, Sabana Baja, Sabana Alta, Sereno y Quebrada Vieja.

## Historia
La fundación de Arenal, nace a partir de 1540 con la llegada de un centenar de Esclavos traídos del África Occidental, principalmente de Ghana, Senegal y Angola, formando el primer palenque en esta región. Estos esclavos fueron traídos para hacer trabajos penosos en las canteras, además para trabajar en la Hacienda en la producción de caña de azúcar, algodón y tabaco.
CONDICIONES DE VIDA: Los esclavos vivían en condiciones precarias, con poca alimentación, viviendas inadecuadas y trato cruel por parte de los dueños de las haciendas, la cual provocó una rebelión de por lo menos cien esclavos en la época de 1799 a 1804.
Esta época es conocida como la de mayor poblamiento colonial, debido a la explotación minera, se produjo un desplazamiento masivo de mineros y comerciantes españoles procedentes de la Villa de Mompox y Zaragoza. 
Su nombre deriva de la Hacienda Santa Rosa del Arenal ubicada en San Rafael (Morrocoy), la cual tuvo muchos propietarios entre los cuales su último dueño fue el judío-alemán Johann Bernard Elbers Jaëger o más conocido como Juan Bernardo Elbers Jaëger,  pionero de la navegación fluvial a vapor por el río Magdalena. (fuente: Historiador David Rodríguez Vásquez).
A mediados del año 1600 los negros esclavos o cimarrones se rebelaron y se evadieron de un régimen de explotación por parte del dueño de las minas de oro de la Quebrada de la Honda, señor Andando Díaz, quien posiblemente hacia parte de los herederos de la marquesa de Torres Hoyos o era protegido de los derechos nobiliarios de la época y huyeron hacia la Quebrada de Arenal asentándose en la vega de la margen izquierda, dedicándose al cultivo de la caña de azúcar y el tabaco. Unos años más tarde el señor Andando Díaz vendió sus derechos en las minas al capitán Nieto, residente en la Villa de Mompox.
A mitades del siglo XVII, la marquesa de Torres Hoyos, quien vivía en Mompox y era amiga del capitán Nieto, le solicitó a este que investigara sobre la existencia de piedras calizas en la zona, ya que ella tenía interés de explotar esta clase de mineral; el capitán Nieto le sugirió que en el Cantón de Simití se encontraba la señora Catalina de Ochoa, conocedora de los pormenores de la región quien les manifestó que la región de Costa Rica de Arenal, había gran cantidad de esas rocas a orillas de la Ciénaga de Pajaral. Fue entonces cuando doña Catalina de Ochoa, se valió de algunos guías (esclavos), para llegar hasta Arenal, en donde estaba el asentamiento de negros, esclavos o cimarrones rebeldes evadidos de las minas de la Honda, para proponerles la nueva ocupación de explotar las minas de piedras calizas en los cerros de Costa Rica de Arenal. Todo esto deja en claro, que quien identificó este asentamiento, establecido desde épocas anteriores fue doña Catalina de Ochoa y se toma la fecha comprendida de 1540 como la época en que nace la zona llamada Arenal.
El municipio fue un corregimiento del municipio de Morales durante aproximadamente sesenta años.
Fue creado como Municipio mediante la Ordenanza N.º 18 del 16 de mayo de 1996, emanada de la Asamblea Departamental de Bolívar. Su territorio fue segregado del Municipio de Morales del cual venía haciendo parte, como corregimiento durante mucho tiempo.
La labor de creación del nuevo Municipio de Arenal se debe en gran parte al Comité Pro - Municipio, conformado por un grupo de nativos que con decisión realizaron la propuesta que terminó con la conformación del nuevo ente territorial.

## Geografía
Arenal se encuentra sobre el valle del Río Magdalena.  Su temperatura promedio es de 30 °C y no tiene vía de comunicación terrestre o aérea con Cartagena. Se encuentra en la parte suroriental del Departamento de Bolívar. 
El área donde se encuentra Arenal, se denomina Magdalena Medio.

### Clima
La temperatura promedio de Arenal es de 30 °C. Piso térmico Cálido.

### Hidrografía
El suelo arenalero está regado por la Quebrada Arenal, que desemboca en el Río Magdalena y por varias posas o lagunas.

## Economía
Arenal tiene como actividades económicas fundamentales la agricultura, la ganadería, la pesca, la maderería y la minería.

### Agricultura
En orden de importancia se puede decir que la agricultura es el renglón económico de mayor actividad y en donde gira, prácticamente el rol productivo del municipio. De las 53.400 hectáreas que componen todo el territorio municipal, son aptas para la explotación agrícola, 21.758 hectáreas que correspondería al 40,74% del total del territorio.

### Ganadería
Junto con el sector agrícola, constituye la base económica de la población. La cría de ganado se explota de manera extensiva y se encuentra en el segundo renglón de importancia en la actividad económica. Por las condiciones de las vías de comunicación el ganado que se cría es para la ceba, no se explota dentro del concepto de doble propósito.

### Pesca
La actividad pesquera se realiza en forma artesanal, se dedican a ella aproximadamente el 13,5% de la población económicamente activa. Los mercados más próximos para la venta de este producto son: La Gloria en el Cesar y Ocaña en Norte de Santander. 
La explotación pesquera se lleva a cabo, fundamentalmente, en la Ciénaga de Morrocoy y en el Caño de Carnizala; 63 personas se tienen inventariadas que se dedican a esta actividad, de acuerdo a las investigaciones en el municipio se produce aproximadamente 18,24 toneladas al año, lo que significa que es un renglón que desde el punto de vista económico no dinamiza la actividad. Entre las especies de mayor producción y comercialización están: el Bocachico, el Moncholo, la Mojarra amarilla, la Doncella, el Bagre, el Blanquillo y la Dorada. 

### Maderería
Se encuentra dentro de las actividades económicas, a pesar de que no se llevan registro de ello y tampoco se cancelan los impuestos, prácticamente se realiza de una manera clandestina, o con el beneplácito de las autoridades competentes, ya que no existe una regulación en la tala de los bosques y mucho menos se realiza con un criterio de sostenibilidad.
Solo en dos zonas se da este tipo de explotación: en la Vereda de Santo Domingo con 5.340 hectáreas; se dedican a esta actividad 25 personas y en límites con el Municipio de Río Viejo en cercanía de la Vereda La Dorada con 2.107 ha, se dedican a esta actividad 22 personas. El Abarco es la especie que más se extrae en el territorio, se estima que se da alrededor de 2800 hectáreas de bosque natural en las montañas del municipio, al año se explota 10 000 pies cúbicos.

### Minería
Los yacimientos auríferos están ubicados en la Serranía de San Lucas, esta explotación se efectúa sin ningún control y es considerada como zona de alta violencia. Al Municipio solo le queda la contaminación de sus quebradas, las regalías por este concepto son percibidas por otros municipios. Entre las principales minas con que cuenta tenemos: Conejo, Espanto, Anemia, Recocha, Bolivador, Argentina, Chueca, Dura, Bola, la Barbona, Caña Braval, Paraíso, Gallo, Café, Tábano, Porrón, Central, Grillo, Piedra y Espada. 
El área donde se encuentra la mayoría de las minas se le denomina Muelas, y abarca unas 50 hectáreas aproximadamente. El aluvión es el tipo de explotación que se da a través del barequeo y la veta en el Paraíso y Sapo escondido.

## Transporte
El acceso al Municipio se hace principalmente por las rutas fluviales del Brazo Morales del Río Magdalena hasta el centro poblado Buenavista y desde este por ruta terrestre hasta la cabecera municipal. También se puede acceder desde el Municipio de Gamarra y desde el Municipio de Morales haciendo uso de ferris a través del Río Magdalena. El Municipio de Arenal dispone de Terminal de Transporte, y no cuenta con Aeropuerto.   

### Rutas aéreas
No tiene

### Rutas terrestres
El Sistema Vial Municipal está conformado por: Vías Urbanas, vías rurales terciarias y caminos de herradura. El principal carreteable es el que comunica a la cabecera municipal con el centro poblado de Buenavista, el cual tiene una extensión de 7,5 kilómetros, y es la ruta de salida hacia el resto de la subregión y el país. Otras vías terciarias que unen a la cabecera municipal de Arenal son:
- Arenal -  San Rafael
- Arenal - Vereda La Arcadia y Micoahumado (Morales)
- Arenal - Vereda La Sabana - Santo Domingo - San Agustín
- Arenal – Vereda Sereno y Quebrada Vieja
- Arenal – Norosí - Puerto Rico (Tiquisio)

- Rutas fluviales

El transporte fluvial en pequeñas embarcaciones transita las rutas:
- Buenavista – Río Viejo
- Buenavista – La Gloria
- Buenavista – Gamarra
- Buenavista – Morales
- Buenavista – El Banco (Magdalena).

## Estructura organizacional municipal
| Arenal       | Arenal      | Arenal                     |
| Departamento | Código DANE | Categoría municipal (2023) |
| ------------ | ----------- | -------------------------- |
| Bolívar      | 13042       | Sexta                      |

- Personería: Es un centro del Ministerio Público de Colombia que ejerce, vigila y hace control sobre la gestión de las alcaldías y entes descentralizados; velan por la promoción y protección de los derechos humanos; vigilan el debido proceso, la conservación del medio ambiente, el patrimonio público y la prestación eficiente de los servicios públicos, garantizando a la ciudadanía la defensa de sus derechos e intereses.

- Concejo Municipal: Es la suprema autoridad política del municipio. En materia administrativa sus atribuciones son de carácter normativo. También le corresponde vigilar y hacer control político a la administración municipal. Se regulan por los reglamentos internos de la corporación en el marco de la Constitución Política Colombiana (artículo 313) y las leyes, en especial la Ley 136 de 1994 y la Ley 1551 de 2012.

Constituido por 11 concejales por un periodo de 4 años.
- Alcaldía Municipal: En esta se encuentra la administración municipal y las entidades descentralizadas del municipio.

El Alcalde se pronuncia mediante decretos y se desempeña como representante legal, judicial y extrajudicial del municipio. El actual Alcalde municipal es Ramón Zayas Fonseca (2024-2027), elegido por voto popular.
- 'JAL'.

## Servicios públicos
- Energía Eléctrica: Afinia, del grupo EPM, es la empresa prestadora del servicio de energía eléctrica.
- Gas Natural: Surtigas es la empresa distribuidora y comercializadora de gas natural en el municipio.